# Gene Lambdin
Harold Eugene Lambdin, detto Gene (Elkhart, 13 giugno 1930 – 22 febbraio 2000), è stato un cestista statunitense.

## Carriera
Con gli Stati Uniti ha disputato i Giochi panamericani di Buenos Aires 1951, vincendo la medaglia d'oro.